# Essayez
Singles de Johnny Hallyday
Deux amis pour un amour
(1970) Oh ! Ma jolie Sarah
(1971)
Clip vidéo
[vidéo] « "Essayez" (live officiel, 1971) », sur YouTube
Essayez est une chanson de Johnny Hallyday, sortie en 1970. Extraite de l'album Vie, elle sort en 45 tours en janvier 1971.

## Histoire
La chanson est écrite par Philippe Labro, Micky Jones et Tommy Brown et produite par Lee Hallyday.

## Réception
Le titre s’écoule à près de 250 000 exemplaires en France.

### Classements hebdomadaires
| Classement (1971) | Meilleure position |
| ----------------- | ------------------ |
| France            | 3                  |

## Discographie
- 6 novembre 1970 : album Vie 33 tours Philips 6397018[4]
- 1970 : 45 tours promo Philips 6009 119[5] : Essayez, Poème sur la 7e
- 5 janvier 1971[6] : 45 tours Philips 6009 122[7]

Liste des pistes :
A. Essayez (4:24)
B. C'est écrit sur les murs (3:40),
Discographie live :
- 3 novembre 1971 : double album live Philips 6641 038[9] Live at the Palais des sports
- 1972 : Johnny Circus été 1972 (resté inédit jusqu'en 2022, sortie posthume)
- 4 novembre 2003 : Parc des Princes 2003
- 2003 : Hallyday Bercy 2003 (sortie posthume en 2020)